# Гарибян, Шмавон Акопович
Шмавон Акопович Гарибян (азерб. Şmavon Akopoviç Qəribyan, арм. Շմավոն Հակոբի Ղարիբյան; 22 декабря 1936, Мартунинский район — 2004, неизвестно) — советский виноградарь, Герой Социалистического Труда (1973).

## Биография
Родился 22 декабря 1936 года в селе Гиши Мартунинского района Нагорно-Карабахской АО Азербайджанской ССР (ныне село Киш Ходжавендского района Азербайджана/село Гиш Мартунинского района непризнанной НКР).
С 1955 года колхозник колхоза имени Карла Маркса Мартунинского района Нагорно-Карабахской АО. В 1979 году собрал с каждого гектара поливных виноградников по 365 центнеров винограда, опытным путём создавал высокопродуктивные виноградники. Отличился при выполнении планов VIII и IX пятилеток.
Указом Президиума Верховного Совета СССР от 12 декабря 1973 года за большие успехи, достигнутые во Всесоюзном социалистическом соревновании, и проявленную трудовую доблесть в выполнении принятых обязательств по увеличению производства и продажи государству зерна, хлопка, овощей, винограда и других продуктов земледелия в 1973 году Гарибяну Шмавону Акоповичу присвоено звание Героя Социалистического Труда с вручением ордена Ленина и золотой медали «Серп и Молот».
Активно участвовал в общественной жизни Азербайджана. Член КПСС с 1970 года. Депутат Верховного Совета Азербайджанской ССР 8-го, 9-го, 10-го и 11-го созывов. Заместитель председателя Верховного Совета Азербайджанской ССР 11-го созыва.
Скончался в 2004 году.